# Distrikt Mollepata (Santiago de Chuco)
Der Distrikt Mollepata liegt in der Provinz Santiago de Chuco in der Region La Libertad im Westen von Peru. Der Distrikt wurde am 25. April 1861 gegründet. Er besitzt eine Fläche von 69 km². Beim Zensus 2017 wurden 2458 Einwohner gezählt. Im Jahr 1993 lag die Einwohnerzahl bei 2864, im Jahr 2007 bei 2748. Die Distriktverwaltung befindet sich in der 2680 m hoch gelegenen Ortschaft Mollepata mit 168 Einwohnern (Stand 2017). Mollepata liegt knapp 25 km ostsüdöstlich der Provinzhauptstadt Santiago de Chuco.

## Geographische Lage
Der Distrikt Mollepata liegt an der Westflanke der peruanischen Westkordillere im Osten der Provinz Santiago de Chuco. Der Río Sarín, rechter Quellfluss des Río Tablachaca, fließt entlang der östlichen Distriktgrenze nach Süden und entwässert das Areal. Im Süden und Südwesten wird der Distrikt von den Flüssen Río Tablachaca und Río Angasmarca begrenzt.
Der Distrikt Mollepata grenzt im Südwesten an den Distrikt Angasmarca, im Westen an den Distrikt Mollebamba, im Norden an den Distrikt Sitabamba, im Osten an den Distrikt Pampas (Provinz Pallasca) sowie im Süden an den Distrikt Pallasca (ebenfalls in der Provinz Pallasca).